# Corupția în Sudan
Corupția în Sudan este substanțială, fiind considerată una dintre cele mai corupte națiuni din lume. În cadrul Indicatorilor de guvernanță mondială ai Băncii Mondiale din 2010, pe o scară de o sută de puncte, Sudanul a obținut un scor cu o singură cifră în fiecare categorie, inclusiv 0,9 pentru stabilitate politică, 6,2 pentru statul de drept, 7,2 pentru calitatea reglementărilor, 6,7 pentru eficiența guvernului și 4,3 pentru controlul corupției. În 2011, Freedom House a numit Sudanul drept una dintre cele mai rele națiuni în ceea ce privește drepturile omului.
Sudanul prezintă unul dintre cele mai dificile medii de afaceri din lume. Sectoarele în care sunt concentrate investițiile străine, precum construcțiile și transporturile, sunt recunoscute la nivel mondial ca fiind foarte predispuse la corupție. Corupția există în fiecare sector al economiei și la fiecare nivel al guvernului sudanez. Ea ia forma „corupției financiare și politice, nepotismului și abuzului de putere”. Potrivit Grupului Sudan Democracy First, mica corupție este omniprezentă pentru cetățenii care solicită servicii guvernamentale.
O sursă remarcă omniprezența în Sudan a „corupției mici și mari, a deturnării de fonduri publice și a unui sistem de clientelism politic bine înrădăcinat în țesuturile societății” și faptul că efectele corupției sunt adesea estompate de instabilitatea constantă. În timp ce patronajul afectează în mod negativ întreprinderile, corupția polițienească și militară încalcă drepturile civile.
În ultimii ani, Sudanul s-a bucurat de o creștere economică rapidă, în principal datorită resurselor sale naturale, inclusiv mai multe resurse naturale cu cerere ridicată, ceea ce sporește oportunitățile de corupție.

## Context
Colonelul Omar al-Bashir a preluat puterea în timpul unei lovituri de stat islamice din 1989, după care a executat 30 de ofițeri militari care au inițiat o tentativă eșuată de lovitură de stat în 1990. El a acces la președinție în 1993. El a luat apoi măsuri suplimentare pentru a reduce la tăcere opoziția, inclusiv numeroase execuții.
Al Doilea Război Civil Sudanez s-a încheiat în 2005 și, după o lungă încetare a focului, în 2011 Sudanul de Sud și-a câștigat independența. Cu toate acestea, corupția a rămas generalizată, în timp ce în Darfur a izbucnit un nou conflict între forțele Janjaweed, sprijinite de guvern, și grupările rebele care doreau controlul resurselor naturale ale statului. Până în 2009, conflictul a fost considerat un genocid, iar Curtea Penală Internațională a cerut arestarea lui al-Bashir.

## Corupția în sectorul public
Corupția este frecventă în rândul funcționarilor guvernamentali sudanezi, care acționează în mod obișnuit cu impunitate totală, știind că aproape sigur nu vor fi anchetați pentru nicio abatere. Surse au declarat că oportunitățile de corupție sunt create de o administrație și o birocrație ineficiente, împreună cu o ținere deficitară a evidențelor și o lipsă de transparență. Mita este frecvent cerută de angajații guvernamentali.
În Indicele de percepție a corupției din 2023 al Transparency International, Sudanul a obținut un punctaj de 20 pe o scară de la 0 („foarte corupt”) la 100 („necorupt”). În funcție de punctaj, Sudanul s-a clasat pe locul 162 din cele 180 de țări din Index, unde țara clasată pe primul loc este percepută ca având cel mai onest sector public. Pentru comparație cu scorurile la nivel mondial, cel mai bun scor a fost 90 (locul 1), scorul mediu a fost 43, iar cel mai slab scor a fost 11 (locul 180). Pentru comparație cu scorurile regionale, scorul mediu în rândul țărilor din Africa Subsahariană a fost 33. Cel mai mare scor din Africa Subsahariană a fost 71, iar cel mai mic scor a fost 11.

### Mită
Mita este o cerință obișnuită din partea funcționarilor publici pentru servicii la care cetățenii au dreptul prin lege. Dintre respondenții unui sondaj Transparency International din 2011 care au avut de-a face cu diverse entități guvernamentale sudaneze, aproape un sfert au fost obligați să plătească mită. Cererile de mită au fost deosebit de ridicate în cadrul poliției, biroului vamal, autorităților fiscale și serviciilor funciare.

### Poliție
Ofițerii de poliție sudanezi sunt acuzați de comiterea mai multor încălcări ale drepturilor omului, inclusiv arestări arbitrare și nejustificate. Se spune că ofițerii de aplicare a legii primesc mită în mod regulat de la cetățeni. În plus, anchetele sunt lipsite de orice proces echitabil și represaliile împotriva criticilor poliției sunt frecvente.
Se spune că forțele de poliție sudaneze depășesc toate celelalte agenții guvernamentale în ceea ce privește percepția publică asupra agențiilor corupte. În plus, ofițerii de aplicare a legii sunt supuși interferențelor din partea oficialilor guvernamentali, iar angajarea în forțele de poliție poate fi adesea explicată prin conexiuni politice mai degrabă decât prin calificări profesionale.

### Judiciar
Sistemul judiciar sudanez nu este o ramură independentă a guvernului și, prin urmare, este supus influenței altor ramuri ale guvernului. Eficiența instanțelor este, de asemenea, împiedicată de resursele insuficiente, infrastructura precară, formarea precară, salariile insuficiente și întârzierile mari înainte de proces. Freedom House a raportat că instanțele sunt adesea supuse manipulării politice și nu îndeplinesc standardele juridice internaționale.

### Funcționarii vamali
Reglementările vamale nu sunt aplicate în mod uniform. Companiile și funcționarii cu legături politice sunt adesea scutiți de taxe vamale, aceștia obținând venituri prin importul de bunuri fără a plăti tarife vamale.

### Numiri în funcție
În august 2015, șeful Autorității Regionale Darfur (DRA) și fostul șef al Mișcării de Eliberare și Justiție (LJM) au fost acuzați public de corupție. Abu Garda a declarat că Sese avea autoritate deplină asupra numirii în funcții guvernamentale la toate nivelurile. Cu alte cuvinte, Sese a deposedat DRA de orice autoritate, astfel încât Consiliul de Miniștri a avut în total patru reuniuni în patru ani. Abu Garda a declarat că poporul din Darfur ar trebui să îl pună sub acuzare pe Sese în calitate de președinte al DRA pentru eșecul de a pune în aplicare un program de redresare și de abilitare a corupției în programul de dezarmare, demobilizare și reintegrare.

### Achiziții publice
Legislația sudaneză ar trebui să abordeze conflictele de interese ale funcționarilor din domeniul achizițiilor publice și ar trebui, de asemenea, să prevadă monitorizarea finanțelor acestor funcționari, însă, în practică, aceste legi nu sunt puse în aplicare. Societățile cu legături islamiste primesc pe nedrept contracte publice fără a urma procedurile corespunzătoare de licitație. Ulterior, acestea subcontractează unor loiali ai partidului, eliminând orice concurență, ceea ce duce la o frecvență ridicată a falimentului întreprinderilor mici.

### Ministerul Finanțelor și bugetului
În ianuarie 2014, Ministerul de Finanțe sudanez a fost acuzat de El Tahir Abdel Gayoum, un organism de audit, că a omis obligații în valoare de 16 miliarde de lire sterline din registrul său contabil. Auditorii au remarcat și alte nereguli, inclusiv reținerea de către ministere a 12,1 milioane de lire sterline în fonduri destinate ministerului de finanțe, cheltuirea de fonduri extrabugetare de către unele unități guvernamentale, reținerea de consultanți ale căror contracte nu fuseseră reînnoite, menținerea pe statul de plată a unor foști angajați guvernamentali și atribuirea de licitații de către figuri influente ale guvernului unor asociați la prețuri peste nivelul pieței și fără contracte scrise.
În martie 2014, ministrul Economiei, Adel Abdel Aziz, a făcut responsabil Ministerul de Finanțe pentru slaba performanță a Sudanului în indicii internaționali de corupție. El a acuzat Ministerul de Finanțe de proastă gestionare a bugetului și de neglijență administrativă și a declarat că ministerul folosește puterea politică pentru a forța licitațiile, mita, redevențele și alocarea terenurilor în beneficiul lor.
Bugetul sudanez este considerat a fi complet opac și, prin urmare, permite cu ușurință deturnarea de fonduri. Sudanul a obținut cel mai mic punctaj din toată Africa de Est în cadrul Open Budget Index 2010. Conform surselor din Statele Unite, în 2008 au fost deturnate fonduri publice în valoare de peste 2 miliarde USD. Întregul buget militar nu este dezvăluit, ceea ce nu permite o înțelegere a cheltuielilor.
Colectarea impozitelor în Sudan este caracterizată prin lipsa supremației dreptului, unde cei care au relații politice beneficiază de facilități, dar toți ceilalți sunt supuși unor impozite mari pe nedrept. Nu există un cod fiscal uniform în întreaga țară, ceea ce îi determină pe mulți să raporteze veniturile în mod eronat și să aplice metode creative pentru a evita plata impozitelor. În plus, singura agenție implicată în corectarea codului fiscal nu dispune de resursele și independența necesare pentru a îmbunătăți suficient mediul fiscal.

### Tratamentul mass-mediei
Mass-media din Sudan este supusă manipulărilor politice și nu are independență jurnalistică. Ca urmare, agențiile guvernamentale cenzurează în mod regulat ziarele și obligă instituțiile de presă să publice articole pro-guvernamentale.
În temeiul Legii din 2009 privind presa și publicațiile, jurnaliștii și alte persoane care critică guvernul se pot confrunta cu hărțuirea și arestarea, precum și cu violența în unele cazuri. Mai multe ziare private s-au confruntat cu arestări, confiscări și raiduri. De asemenea, unor reporteri străini le sunt refuzate vizele.
Potrivit site-ului Radio Dabanga, Serviciul de securitate sudanez monitorizează zilnic toate ziarele sudaneze, cerând redactorilor să șteargă și să cenzureze știrile despre corupție, securitate sau crimele de război comise de guvern împotriva propriilor cetățeni în Darfur, Kordofanul de Sud și de-a lungul Nilului Albastru. De asemenea, mai mulți jurnaliști au observat că Partidul Congresului Național, aflat la putere, nu permite publicarea niciunui material media care nu este în interesul său.
La 22 ianuarie 2014, membri ai poliției sudaneze din Khartoum au confiscat toate ziarele El Jareeda din acea zi de la tipografie. Guvernul nu a explicat această acțiune, deși titlul ziarului din acea zi era despre corupția de la Sudanese Cottons Company. Articolul din El Jareeda relata că biroul auditorului general îl acuzase pe Badr El Din Mahmoud, ministru al finanțelor și fost director adjunct al Băncii Sudanului, de mai multe infracțiuni, printre care falsificarea și utilizarea necorespunzătoare a monedei legale, în timp ce era președinte al Comitetului de Achiziții al Noii Ginării.
În iulie 2015, guvernul sudanez i-a ordonat directorului National Television and Radio Corporation să nu mai difuzeze „Beit El Jalous”, o nouă emisiune radio găzduită de scenaristul și psihologul Ali Baldo, care în program a abordat creșterea corupției și nepotismului în Sudan. Baldo i-a acuzat pe lideri proeminenți și figuri importante din mass-media că au făcut presiuni pe oficiali să oprească serialul. 

### Tratamentul ONG-urilor
Conform Freedom House, condițiile ONG-urilor din Sudan s-au înrăutățit semnificativ din cauza antagonismului față de criticii guvernului. În 2009, când a fost emis un mandat de arestare pe numele lui Omar al-Bashir, Sudanul a răspuns prin expulzarea mai multor organizații internaționale de ajutor umanitar, revocarea permiselor pentru treisprezece ONG-uri străine și închiderea permanentă a trei ONG-uri naționale.

### Alegeri
Alegerile din Sudan sunt pline de corupție. Bashir a fost reales cu o largă majoritate în alegerile din 2010, primele alegeri deschise din țară după peste două decenii, însă observatorii internaționali și-au exprimat profunda îngrijorare cu privire la fraudele și intimidările de amploare. Potrivit observatorilor, alegerile nu au fost corecte după standardele internaționale; Departamentul de Stat al SUA le-a considerat nedrepte și neloiale.
Echitatea alegerilor din 2010 a fost imposibilă din cauza limitelor stricte impuse libertății presei, de întrunire și de exprimare, a lipsei de acoperire mediatică și a cumpărării de voturi. În timp ce unele partide de opoziție au boicotat alegerile din 2010, alte partide de opoziție care au luat parte la acestea au refuzat să recunoască rezultatele, acuzând fraudarea voturilor. Înainte de alegeri, se știe că mai mulți candidați și-au retras candidatura în schimbul unor mite explicite și implicite. Această practică a făcut ca unii să candideze frecvent fără intenția de a prelua funcția, ci mai degrabă să li se ofere un târg pentru a se retrage din alegeri.
Scriind în New York Daily News despre alegerile din aprilie 2010, Dan Morrison a declarat că, pe lângă „probleme structurale” precum „recensământul manipulat, delimitarea teritorială, umplerea Comisiei Electorale Naționale cu membri ai partidului de guvernământ sau utilizarea clientelismului pentru a asigura blocuri de voturi și a suprima concurența”, au existat rapoarte despre elevi cărora li s-a permis să voteze; soldați care au votat „atât la locul lor de muncă, cât și, în mod magic, în satele lor natale aflate la sute de kilometri distanță”; funcționari electorali care au folosit „solvenți pentru a dilua cerneala indelebilă menită să păteze degetele și să împiedice repetarea votului”; și urne de vot „umplute sau furate”.

### Vânzarea terenurilor publice
În 2014, terenurile publice au fost vândute în cantități mari în sudul Darfurului. În luna noiembrie a aceluiași an, a fost lansată o anchetă pentru a se stabili dacă aceste terenuri au fost vândute unor proprietari neeligibili, cu legături guvernamentale, fără acordul corespunzător. La rândul său, comisia de anchetă a fost acuzată de neglijarea căilor legale de atac împotriva celor responsabili pentru vânzările ilegale.

### Deturnări de fonduri DDR
La sfârșitul anului 2014, ministrul național al sănătății l-a acuzat pe Dr. Tijani Sese, liderul Mișcării pentru Eliberare și Justiție (LJM), că a folosit garda sa personală în locul agenților LJM pentru a ajuta la programul DDR, permițând astfel ca peste 2 miliarde de dolari din fonduri publice să fie deturnați de soldați privați și deturnați în conturi nedeclarate.

## Corupția în afaceri
Sectorul de afaceri din Sudan este afectat de corupție, din cauza inexistenței unor mecanisme care să promoveze transparența. Mai multe organizații internaționale de afaceri au avertizat investitorii că mediul de afaceri din Sudan este considerat cu risc ridicat.
Pentru a face afaceri în Sudan este nevoie de o cantitate neobișnuit de mare de documente, taxe și proceduri, ceea ce crește probabilitatea ca funcționarii publici să solicite mită pentru a ușura procesul sau pentru a ignora anumite reguli. Sudanul s-a clasat pe locul 135 (din 183 de țări) în indicele din 2012 privind ușurința de a face afaceri. În 2010, Fundația pentru Standarde Financiare a caracterizat Sudanul drept o națiune în care este dificil să faci afaceri.

### Sectorul petrolului
După secesiunea Sudanului de Sud, care a luat cu sine cea mai mare parte a bogăției petroliere a Sudanului, guvernul sudanez a impus reguli și reglementări mai stricte pentru industria rămasă. Omar al-Bashir este acuzat că a direcționat veniturile petroliere ale națiunii către conturile sale private. O telegramă diplomatică divulgată susține că al-Bashir a deturnat aproape 9 miliarde de dolari americani din veniturile sudaneze din petrol.

### Sport
Potrivit unui raport din septembrie 2015, lipsa de supraveghere care reglementează vânzarea biletelor la meciurile de fotbal a dus la apariția unei rețele infracționale care obține profituri ilegale prin manipularea vânzării biletelor. Persoanele implicate în această corupție sunt vânzătorii de bilete, angajații stadioanelor și autoritățile de reglementare relevante.
Angajații stadioanelor rup doar câteva dintre biletele care le sunt înmânate de fani. Ei revând apoi cea mai mare parte a acestora vânzătorului de bilete, care, la rândul său, le vinde înapoi publicului, supraaglomerând în mare măsură stadioanele.
Se spune că schema este condusă de o mafie. De asemenea, unii fani pot intra la meciuri mituind angajații stadionului cu o sumă mai mică decât prețul biletului, în timp ce stadionul poate raporta prețul integral al locului ca o cheltuială. Această schemă duce la pierderi financiare substanțiale pentru cluburile de fotbal și orașele în care acestea își au sediul și provoacă consternare generală. Cu toate acestea, Federația Sudaneză de Fotbal, care îi angajează pe acești oameni, nu a reușit să o abordeze în mod serios.

### Transport
Corupția este endemică în vânzarea biletelor de autobuz. După ce aproximativ jumătate din biletele pentru o anumită călătorie cu autobuzul au fost vândute la casa de bilete la prețul oficial, vânzarea este întreruptă, iar șoferii de autobuz încep să vândă biletele rămase pe piața neagră la un preț aproape dublu față de prețul oficial. Atunci când potențialii cumpărători de bilete se plâng, aceștia sunt informați că biletele au fost rezervate pentru soldați sau că biletele au fost rezervate în avans de alți pasageri.
Mai mult, după ce toate biletele au fost vândute, legal sau ilegal, conductorul și șoferul urcă în autobuz și mai mulți pasageri, de obicei sub supravegherea poliției rutiere, care în mod intenționat nu raportează pasagerii nou adăugați. Prin urmare, acești polițiști sunt participanți la acest sistem corupt.
În plus, ei înregistrează o oră falsă de plecare a autobuzului, astfel încât șoferul să poată conduce mai repede și să facă curse suplimentare. În această schemă sunt implicați și ofițerii de poliție de la punctele de control de pe autostradă, care iau parte la aceste înșelătorii. Acest tip de corupție nu numai că înșală clienții, dar îi pune în pericol pe aceștia și pe alții, iar în cazul unui accident de autobuz ar invalida orice pretenții de asigurare.

## Nepotism
Nepotismul și favoritismul sunt o problemă răspândită. Este o practică obișnuită ca oamenii de afaceri să plătească comisioane membrilor familiei aflați în funcții guvernamentale în schimbul unor contracte.
Liderii de vârf ai partidului de guvernământ controlează cel puțin 164 de companii. Printre cei mai bogați oameni din Sudan se numără, de exemplu, unul dintre frații președintelui Bashir, care controlează industria cimentului și este principalul furnizor al firmei de construcție a barajului Merowe. Se pare că alți doi frați ai lui Bashir sunt acționari majoritari ai unei firme care deține acțiuni la peste douăzeci dintre cele mai mari filiale.

## Corupția în programul de eliminare a minelor
În noiembrie 2014, angajații concediați ai Asociației Sudaneze pentru Combaterea Minelor (Jasmar) l-au acuzat pe directorul acesteia că a furat un număr mare de dispozitive tehnice împrumutate de la ONU, că a creat companii fantomă în Ed Daein, Darfur de Est, și Zalingei, Darfur Central, că a falsificat facturi și că a dispărut cu „vehicule, mobilier de birou și alte echipamente” în valoare de aproximativ jumătate de milion de lire sudaneze. Directorul ar fi distribuit, de asemenea, peste 20 de vehicule Toyota Land Cruiser unor persoane care nu erau asociate în niciun fel cu programul de eliminare a minelor, a acuzat un oficial demis, care a declarat, de asemenea, că au dispărut trei generatoare importante de energie.

## Eforturile anticorupție
Până de curând, Sudanul nu a avut nicio agenție federală anticorupție. Acuzațiile de corupție nu au fost aproape niciodată investigate, deși auditorul general a îndemnat la urmărirea penală a anumitor funcționari pentru deturnare de fonduri publice. La o reuniune de urgență a cabinetului din martie 2014, președintele Bashir a ordonat Consiliului său de Miniștri să combată corupția și a introdus un plan de reformă anticorupție care urma să fie pus în aplicare de un nou comitet și de cinci noi subcomitete. În ciuda afirmațiilor guvernului că dorește să lupte împotriva corupției, agenția sa anticorupție nu a reușit până acum să aducă în fața justiției funcționarii publici corupți.
Organismul public relevant de divulgare a informațiilor ar trebui să servească drept ombudsman, dar este subfinanțat și lipsit de independență. Biroul auditorului general este teoretic independent în conformitate cu legislația sudaneză, dar în practică este supus influenței politice. Biroul dispune, de asemenea, de resurse insuficiente, iar guvernul ia rareori măsuri serioase pentru a combate corupția. În plus, biroul a fost el însuși ținta unor acuzații de corupție. Într-un caz din 2007, trei funcționari de rang înalt din cadrul biroului au fost suspendați într-un caz de deturnare de fonduri.
Potrivit unei surse, Sudanul dispune de măsuri anticorupție insuficiente din cauza protocoalelor administrative slabe, a voinței politice „ezitante” de a combate corupția și a unei distincții neclare între guvern și partidul politic aflat la putere. Sudanul a aprobat protocoalele anticorupție ale Organizației Națiunilor Unite. Cu toate acestea, funcționarii publici nu sunt obligați să își dezvăluie finanțele și nu există nicio dispoziție privind transparența.
Dreptul penal sudanez ar trebui să protejeze funcționarii care raportează cazuri de corupție. Cu toate acestea, în practică, avertizorii de integritate se confruntă adesea cu represalii.